# 仙鲹属
仙鲹属是一属灭绝的生活于伊普雷斯期鲹科鱼类，属下仅羽状仙鲹C. pinnatiformis一种，发现于意大利蒙特波卡化石库。 该物种和犁形鲹属同为犁形鲹亚科唯二的已知物种。
该物种的的背鳍和臀鳍非常高而窄，也具有非常长而薄的腹鳍，这使他们与现存的淡水物种神仙鱼十分类似。该物种也是意大利古生物学会（Società Paleontologica Italiana）的官方标志。

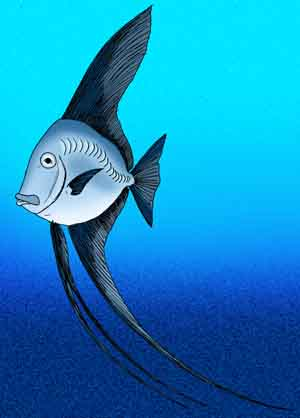
艺术复原图